# Neuhausen/Spree
Neuhausen/Spree est une commune allemande de l'arrondissement de Spree-Neisse, Land de Brandebourg.

## Géographie
Neuhausen se situe sur la Sprée. Les quartiers de Haasow et Groß Döbbern appartiennent à la zone de peuplement traditionnelle des Sorabes.
La commune de Neuhausen-sur-Spree (en bas sorabe Kopańce/Sprjewja) comprend les quartiers, les villages et les zones d'habitations suivants :
- Bagenz (Bageńc, 262) avec le Gemeindeteil Kaminka
- Drieschnitz-Kahsel (Drěžnica-Kózle, 353) avec les Gemeindeteilen Drieschnitz (Drěžnica), Drieschnitz-Vorwerk (Drěžnica-Wudwor) et Kahsel (Kózle)
- Frauendorf (Dubrawka, 272)
- Gablenz (Jabłoń, 158) avec la zone d'habitation Gablenzer Ausbau
- Groß Döbbern (Wjelike Dobrynje, 474) avec la zone d'habitation Kirschberg (Wišnjowa gora)
- Groß Oßnig (Wjeliki Wóseńk, 522) avec les Gemeindeteilen Harnischdorf (Harnišojce) et Roschitz (Rošyce)
- Haasow (Hažow, 441) avec les zones d'habitation Haasower Ausbau et Waidmannsruh (Gólnikojska śišyna)
- Kathlow (Kótłow, 128) avec les zones d'habitation Alte Försterei et Kathlower Mühle (Kotłojski młyn)
- Klein Döbbern (Małe Dobrynje, 276) avec les Gemeindeteilen Grenze (Granica) et Schäferberg (Šaparska gora)
- Komptendorf (Górjenow, 413) avec la zone d'habitation Heideschänke (Golna kjarcma)
- Koppatz (Kopac, 231) avec la zone d'habitation Koppatzer Ausbau
- Laubsdorf (Libanojce, 449) avec le Gemeindeteil Heideschenke (Golna kjarcma) et avec la zone d'habitation Laubsdorfer Ausbau
- Neuhausen (Kopańce, 376) avec le Gemeindeteil Bräsinchen (Brjazynka) et avec la zone d'habitation Wolschina
- Roggosen (Rogozno, 244)
- Sergen (Žargoń, 396) avec le Gemeindeteil Grüntal

| Cottbus |                 |             |
| Drebkau | Neuhausen/Spree | Wiesengrund |
|         | Spremberg       |             |

## Histoire
Le 19 september 2004, les communes de Bagenz, Drieschnitz-Kahsel, Frauendorf, Gablenz, Groß Döbbern, Groß Oßnig, Haasow, Kathlow, Klein Döbbern, Komptendorf, Koppatz, Laubsdorf, Neuhausen, Roggosen und Sergen fusionnent pour la commune de Neuhausen/Spree. L'Amt Neuhausen/Spree est dissous.

## Transports
Neuhausen se trouve sur la Bundesstraße 97, la Bundesautobahn 15 avec la jonction de Roggosen traverse la commune.
Les arrêts de Neuhausen et Bagenz sur la ligne de Berlin à Görlitz sont desservis par la ligne de train régionale OE 65 (Cottbus-Zittau).
L'aérodrome de Cottbus-Neuhausen se situe à côté de Neuhausen.

## Personnalités liées à la commune
- Paul Bronisch (1904–1989), sculpteur
- Ronny Ziesmer (né en 1979), gymnaste